# アカデミー・ジュリアン

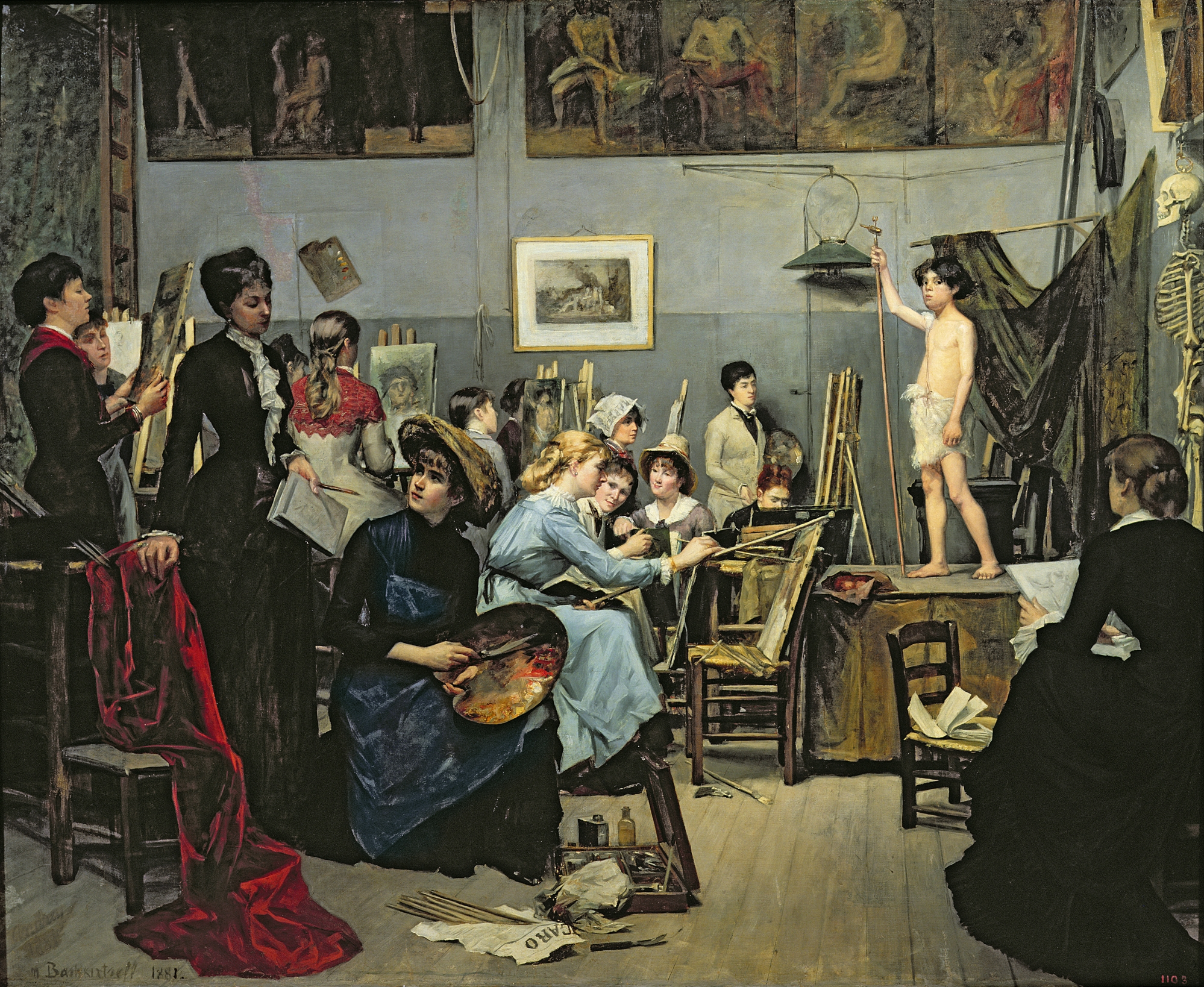
「アカデミー風景」（マリ・バシュキルツェフ作）
アカデミー・ジュリアンはエコール・デ・ボザールと異なり、女性にも教育機会を与えた

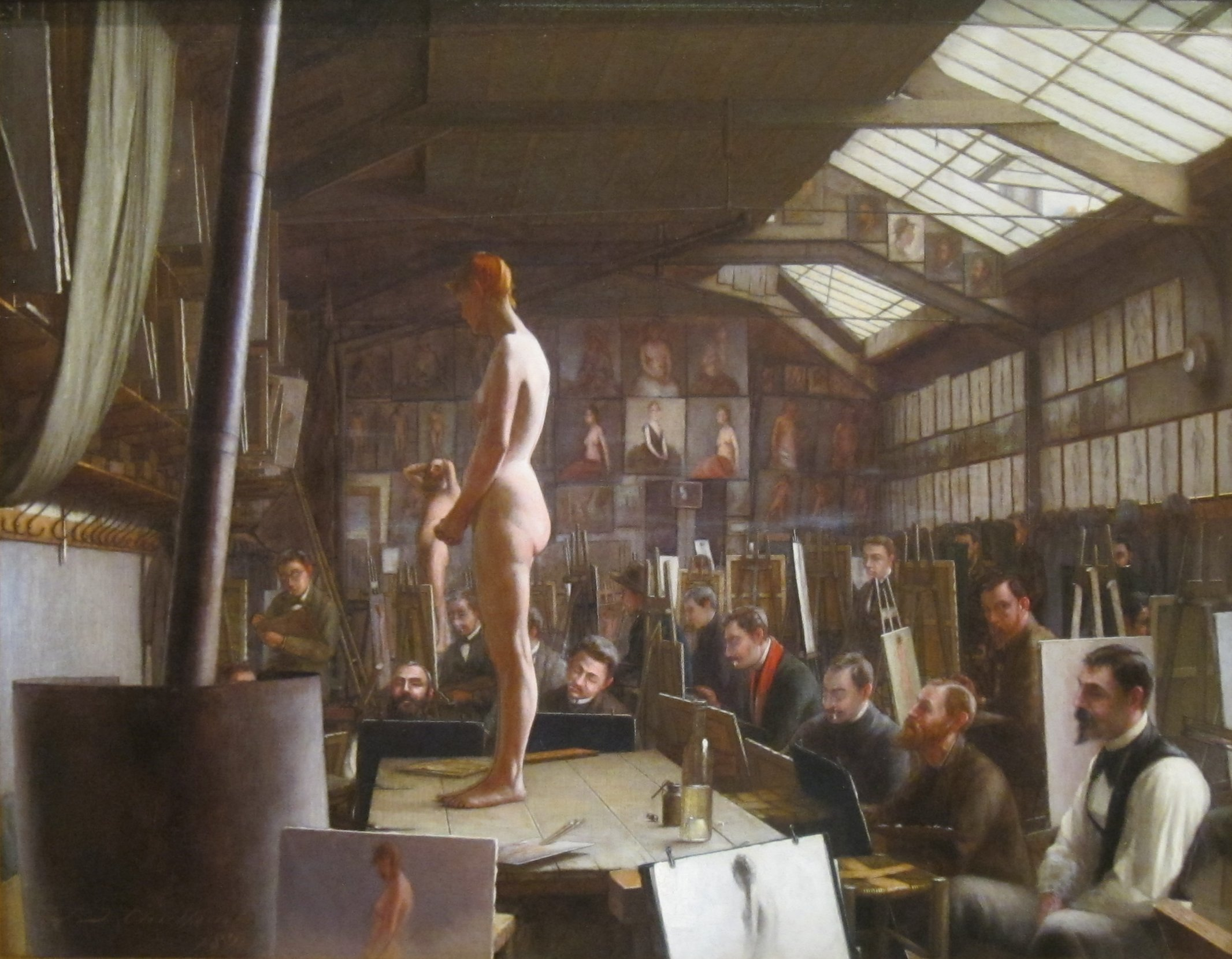
アカデミー・ジュリアンのブグローの教室、ジェファーソン・チャルファント作（1891年）

アカデミー・ジュリアン（仏: Académie Julian）は、かつてフランスのパリに存在していた私立美術学校。19世紀半ばから20世紀半ばまで存続した。

## 概要
1866年、画家ロドルフェ・ジュリアンがパサージュ・デ・パノラマに開いた個人学校が始まりとなり、名称も彼の名前から取られている。
もともとは官立美術学校エコール・デ・ボザールを目指すための準備学校（プレパ）だったが、次第に独自の美術教育を施すようになる。もっとも特殊な点としては、ボザールが女人禁制で女性の入学を許さなかったのに対し、女性を学生として認めていた点が挙げられる。また、女性の学生が男性ヌードをモデルにデッサンすることも許された。ただしアカデミー・ジュリアンでも男女差が一切なかったわけではなく、性別ごとのコースに分けられる伝統があった。そして、各コースもパリ6区、8区、9区に展開していった。
ジュリアンの開かれた教育姿勢は第二のアカデミー・コラロッシとも言うべきもので、女性だけでなくアメリカを初めとする他国からの美術留学も積極的に受け入れた。硬直的なボザールのアカデミズム教育に対抗するアカデミージュリアンの存在感は増していき、最終的に本来はボザール内のコンテストであったイタリア留学を賞品とするローマ賞への参加資格まで与えられた。
画家としては名を残さなかったロドルフェ・ジュリアンだが、教育者としては一流の手腕を持っていた。彼はボザールに対抗する革新的な教育を施す一方で、優秀な画家であればボザール出身者でも教官に招致する柔軟さを見せた。アカデミズム絵画の最後の巨頭とされるウィリアム・アドルフ・ブグローも当校の教官として生徒を指導した経験を持っているほか、ジュール・ジョゼフ・ルフェーブルなども教官を務めた。
アカデミー・ジュリアンの規模は拡大を続け、いくつかの分校も設けられた。時代が反アカデミズムに傾くとますます影響力は高まり、ナビ派の結成もアカデミー・ジュリアンの学生が中心となっておこなわれている。
1968年、創立から百年目に新興の美術学校ペニンゲン高等芸術学校（ESAG Penninghen）の結成に参加、独立校としての歴史に幕を下ろした。

## 学んだ画家等
| - ジャン・アルプ - エドゥアール・ヴュイヤール - アドルフ・ムーロン・カッサンドル - ポール・セリュジエ - ジョルジーナ・デ・アルブケルケ - トマス・デューイング - マルセル・デュシャン - ジャン・デュビュッフェ - モーリス・ドニ - マリア・バシュキルツェフ - フレデリック・チャイルド・ハッサム - アンリ・ブシャール - 彫刻家 - ウィリアム・アドルフ・ブグロー | - ルイーズ・ブルジョワ - トーマス・ハート・ベントン - ガットスン・ボーグラム - ピエール・ボナール - アンリ・マティス - アンリ・ロワイエ (fr) - アルフォンス・ミュシャ - ロバート・ラウシェンバーグ - ポール・ランソン - ディエゴ・リベラ - フェルナン・レジェ | - 中村不折 - 鹿子木孟郎 - 高村光太郎 - 梅原龍三郎 - 安井曽太郎 - 白瀧幾之助 - 松井守男 - 荻原碌山 - 神津港人 - 佐野繁次郎 |